# Георги Велинов
Георги Велинов Велинов-Джони е бивш български футболист, вратар. Дългогодишен страж на ЦСКА (София) и националния отбор.
Избран за Футболист № 1 на България за 1981 година.

## Биография
Велинов е роден на 5 октомври 1957 година в Русе. Израства в школата на Дунав (Русе), като играе за първия отбор в периода 1974–1976. През 1976 г. преминава в Черно море (Варна), където за две години записва 70 мача – 37 в А група и 33 в Б група. През септември 1978 г. се присъединява към ЦСКА „Септемврийско знаме“, където играе до 1987 г.
С ЦСКА печели титлата на България през 1980, 1981, 1982, 1983, 1987 и 1992 година, и Купата на страната през 1981, 1983, 1985 и 1987 година.
Благодарение на отличните си изяви на вратата е привлечен в португалския тим Спортинг Брага, където играе от 1987 до 1988 година, Академика (Лисабон) (1988–1989) и Елваш (1989–1990).
Завръща се в ЦСКА през 1991 година и остава още две години в тима, добавяйки още една титла в богатата си кариера, като мачовете които изиграва за червените в А ПФГ стават 257.
Подписва договор с друг столичен тим – ПФК Славия (София) (1993–1994, 12 мача), а преди да прекрати кариерата си играе още за два тима - ПФК Сливен (Сливен) (1994) и Ботев (Нови Пазар) (1995).
В кариерата си има общо 338 мача в A ПФГ, 33 мача за мъжкия национален отбор, 21 мача за младежите до 21 г., и 17 мача за други младежки гарнитури.
През 1980 година получава званието Майстор на спорта, а през 1981 година печели приза Футболист № 1 на България.
Става старши треньор на Локомотив (Русе) (1995/96). Под негово ръководство Локомотив (Русе) за първи път побеждава градския си съперник Дунав (Русе) с 1:0. Загубата коства на Дунав изпадане при аматьорите за пръв път в историята му, докато Локомотив (Русе) остава в Б група.
Работи като треньор на вратарите на ЦСКА, а по-късно става треньор в ДЮШ на ЦСКА, а по-късно поема поста Директор на Детско – юношеската школа на ЦСКА. През 2016 е назначен за главен скаут – ДЮШ на ЦСКА. За малко е временен помощник–треньор на вратарите в ЦСКА. През 2020 г. е скаут на ЦСКА (София).

## Интересни факти
На 2 ноември 1983 г. след мача Рома - ЦСКА, Георги Велинов получава като подарък от вратаря на Рома - Франко Танкреди куфарче с вратарски ръкавици.

## Постижения
- Шампион на България (1980, 1981, 1982, 1983, 1987, 1992),
- Носител на Купата на България (1981, 1983, 1985, 1987).
- Футболист № 1 на България за 1981 г.
- Полуфиналист за КЕШ през 1982 г.